# Ginga Tetsudō 999 (Film)
Ginga Tetsudō 999 (jap. 銀河鉄道９９９) ist ein 130-minütiger Science-Fiction-Anime, der im Jahr 1979 von der Toei Animation und Toei Company produziert wurde.

## Handlung
In der fernen Zukunft hat die Entwicklung der Technologie die Schaffung eines interstellaren Eisenbahnnetzes ermöglicht, das alle großen zivilisierten Planeten verbindet. Darüber hinaus ist es möglich, Teile des menschlichen Körpers durch mechanische Elemente zu ersetzen, was denjenigen, die es sich leisten können, ein ewiges Leben ermöglicht. Die Armen können sich weder einen mechanischen Körper leisten, noch die für sie unerschwinglichen Bahntickets zu anderen Planeten, um durch Auswanderung ihr Glück zu suchen, und sind deshalb zu einem harten Leben gezwungen.
Hauptperson des Films ist der Waisenjunge Tetsuro Hoshino, der in den Slums von Megalopolis lebt, der futuristischen Hauptstadt der Erde.

## Synchronisation
| Rolle           | Japanischer Sprecher (Seiyū) |
| --------------- | ---------------------------- |
| Tetsuro Hoshino | Masako Nozawa                |
| Maetel          | Masako Ikeda                 |
| Claire          | Yōko Asagami                 |
| Dirigent        | Kenta Kimotsuki              |
| Captain Harlock | Makio Inoue                  |
| Emeraldas       | Reiko Tajima                 |
| Tochirō Ōyama   | Takashi Toyama               |
| Crown           | Noriko Ohara                 |
| Machinery Earl  | Hidekatsu Shibata            |
| Shadow          | Fujita Huatulco              |